# Totebel

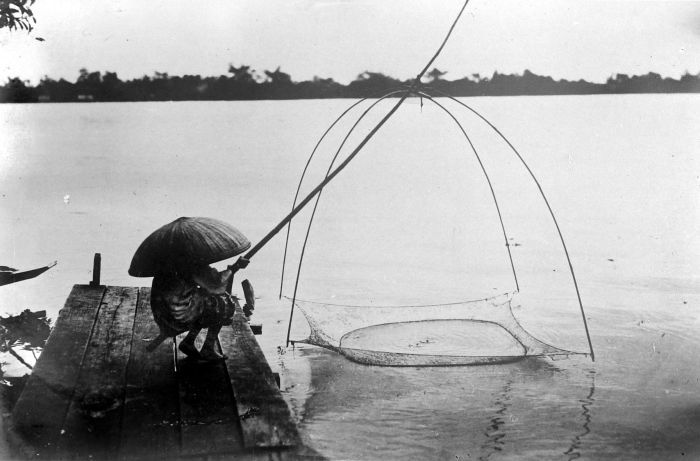
visser met totebel

Een totebel of kruisnet is een vierkant visnet aan twee elkaar kruisende gebogen stokken voor de visvangst.
Om vis te vangen wordt op de plaats waar de twee stokken elkaar kruisen een touw gebonden, en het net wordt te water gelaten. Het vierkante net ligt nu op de bodem, en na een poosje trekt de visser het net zo vlug mogelijk boven water waarbij de vissen die boven het net zwommen nu op het net liggen.